# Gianni Colombo (artista)
Gianni Colombo, all'anagrafe Giovanni Maria Colombo (Milano, 1º gennaio 1937 – Melzo, 3 febbraio 1993), è stato un artista italiano.

## Biografia
Gianni Colombo nasce a Milano il 1º gennaio 1937. Il padre, Giuseppe Colombo, eredita un’azienda industriale di passamaneria trasformandola in una fabbrica di conduttori elettrici e la madre, Tina Benevolo, suona il pianoforte, strumento studiato anche dal figlio. Gianni è il fratello minore di Joe Colombo, noto per essere stato uno dei progettisti più creativi e sperimentali degli anni Sessanta.
Tra il 1956 e il 1959 studia all’Accademia di Belle Arti di Brera, di MIlano e lavora dapprima in uno studio con Davide Boriani e Gabrile De Vecchi e in seguito in uno adiacente a quello del fratello Joe. Espone i propri lavori in ceramica in diversi concorsi e inizia a realizzare opere astratte. Sperimenta materiali e linguaggi diversi, influenzato dalla lezione di Lucio Fontana, e crea opere polimateriche e rilievi monocromi in ovatta.

### Il Gruppo T
Nel 1959 Colombo espone alla galleria Azimut di Milano, alla realizzazione della quale aveva collaborato con Piero Manzoni, Enrico Castellani, Giovanni Anceschi, Davide Boriani e Gabriele De Vecchi; tuttavia sempre nel 1959 fonda con Giovanni Anceschi, Davide Boriani e Gabriele De Vecchi il "Gruppo T ", a cui aderirà l’anno successivo anche Grazia Varisco.
Le mostre collettive e personali del gruppo prendono il titolo di Miriorama (mille immagini) e sono numerate progressivamente in modo da sottolineare la continuità di un programma comune. In queste esposizioni si nota il recupero di tematiche legate alle avanguardie storiche - come il Futurismo, il Dadaismo e il Costruttivismo - rielaborate alla luce delle ricerche artistiche più recenti - quali lo Spazialismo di Lucio Fontana e le Linee e gli Achromes di Piero Manzoni - con l'intento di abolire ogni frontiera tra pittura, scultura e architettura.
Nel 1960 si tiene la prima mostra collettiva, Miriorama. I lavori esposti, che si concentrano sulla tematica spazio-tempo nell’opera d’arte, non vengono firmati dagli artisti. Nei mesi successivi si tengono alla Galleria Pater di Milano altre quattro manifestazioni Miriorama dedicate ai singoli componenti del gruppo. Il 9 febbraio 1960, con Miriorama 4, viene inaugurata la prima mostra personale di Gianni Colombo, in cui l'artista espone le sue prime opere cinetiche: le Superfici in variazione ed i Rilievi intermutabili, che richiedono l’intervento diretto dello spettatore per essere attivate. Le esposizioni collettive del gruppo si susseguono e gli artisti sperimentano anche oggetti che funzionano meccanicamente, come il Rotoplastik esposto da Colombo in Miriorama 8 nel dicembre del 1960. Inoltre il desiderio di andare oltre la concezione tradizionale di opera d’arte porta Colombo a sperimentare nuove strutture che attivino giochi di luce, realizza così, tra le altre, opere in plexiglas come le Crono-cromo-strutture, proiezioni di luce su specchi posti in vibrazione come le Sismostrutture.
Nel 1962 i componenti del "Gruppo T" partecipan all’organizzazione dell’esposizione itinerante Arte programmata, arte cinetica, opere moltiplicate, opera aperta organizzata da Bruno Munari e presentata nei Negozi Olivetti di Milano, Roma, Venezia, Genova e Trieste, ed in seguito in gallerie e musei a Londra, in Giappone, in Germania e in varie città degli Stati Uniti. Nello stesso anno Colombo progetta insieme al fratello Joe la lampada Acrilica per O-Luce, che farà loro ottenere la Medaglia d’oro per il design alla XIII Triennale di Milano. Nel 1963 partecipa insieme agli artisti del gruppo all’organizzazione del movimento internazionale "Nouvelle Tendance" ed alle successive esposizioni e l'anno successivo prende parte all’ultima mostra collettiva del Gruppo T, Miriorama 14, allo Studio F di Ulm.

### Gli ambienti
Dalla metà degli anni Sessanta Colombo indaga lo spazio e progetta ambienti in cui si possano attivare e sollecitare percezioni sensoriali e comportamentali; luoghi che coinvolgono direttamente gli spettatori. Si tratta di ambienti abitabili e praticabili studiati per sottolineare la fragilità delle convinzioni dettate dall’abitudine.
In occasione della mostra Nouvelle Tendance del 1964 al Musée des Arts Décoratifs, l'artista realizza il primo di questi ambienti dal titolo Strutturazione cinevisuale abitabile e viene inoltre incaricato della realizzazione di una Superficie pulsante di ben 25 metri quadrati per l'ingresso dell'esposizione.
Nel 1965 partecipa a Zagabria alla terza edizione di Nova tendencija dove realizza Topoestesia-Ambiente, che coinvolgente il comportamento dello spettatore e i suoi riflessi di postura (sinestesia, bariestesia, topoestesia). Nello stesso anno prende parte a Nul ’65 allo Stedelijk Museum di Amsterdam, e avvia i contatti con gli artisti del "Gruppo Zero" di Düsseldorf.
Nel 1967 avviene la consacrazione ufficiale in Italia e in Europa del tema "ambiente spaziale". A Foligno si svolge la mostra Lo spazio dell'immagine, occasione in cui Colombo progetta insieme a Gabriele De Vecchi un Ambiente a strutturazione virtuale. Sempre nel 1967, presenta per la prima volta l'ambiente Spazio elastico, il più noto tra quelli da lui realizzati. Nel 1968 è invitato alla XXXIV Esposizione Biennale Internazionale d'Arte di Venezia dove, con '’ambiente Spazio elastico, vince il Primo Premio per la pittura.
Nel 1970 collabora con Vincenzo Agnetti per creare l'ambiente Campo praticabile allo Studio Marconi di Milano e partecipa alla mostra Amore mio a Montepulciano, curata da Achille Bonito Oliva.
Nel 1972 tiene un'esposizione personale curata da Giulio Carlo Argan al Palazzo dei Diamanti a Ferrara e nel 1975 progetta e realizza l'ambiente Bariestesia allo Studio Marconi di Milano. Dello stesso anno è anche il progetto per l'ambiente 0–220 Volt, basato su contrasti di luminosità intermittenti, che viene esposto nella Gianni Colombo. Kinetische Objekte, Strukturen und Räume tenutasi allo Städtisches Museum di Leverkusen, alla Staatliche Kunsthalle di Baden-Baden e alla Staatliche Kunsthalle zu Kiel e Schleswig-Holsteinischer Kunstverein di Kiel. Nelle "Bariestesie" e nelle "Topoestesie" percorsi di gradini e soglie deformati fanno sì che il visitatore sperimenti nuovi equilibri e sensazioni.

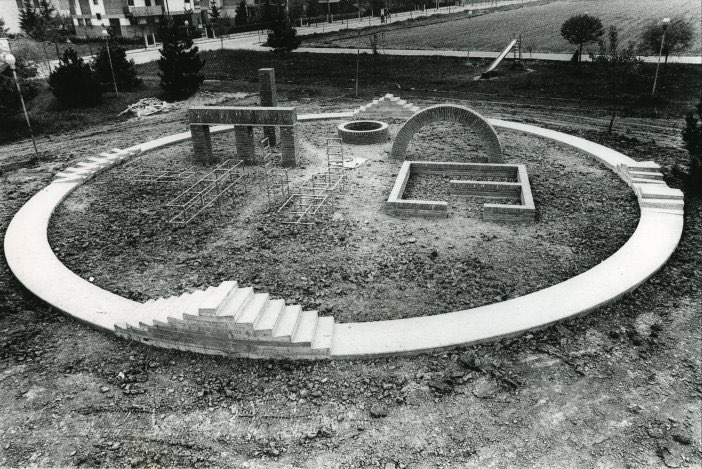
Borgotondo (Mirandola, 1979)

Nel 1978 realizza l'ambiente Topoestesia-Pilastri, che presenta alla mostra I nodi della rappresentazione a Ravenna e viene incaricato dalla città di Como di creare un complesso monumentale dedicato alla Resistenza europea. L'anno successivo collabora con Emilio Tadini e Gianfranco Pardi al progetto di Borgotondo, un parco giochi per bambini costruito a Mirandola in occasione dell'Anno internazionale del bambino e viene nominato docente di “Strutturazione dello spazio” alla Nuova Accademia di Belle Arti di Milano, di cui dal 1985 assume anche la direzione.

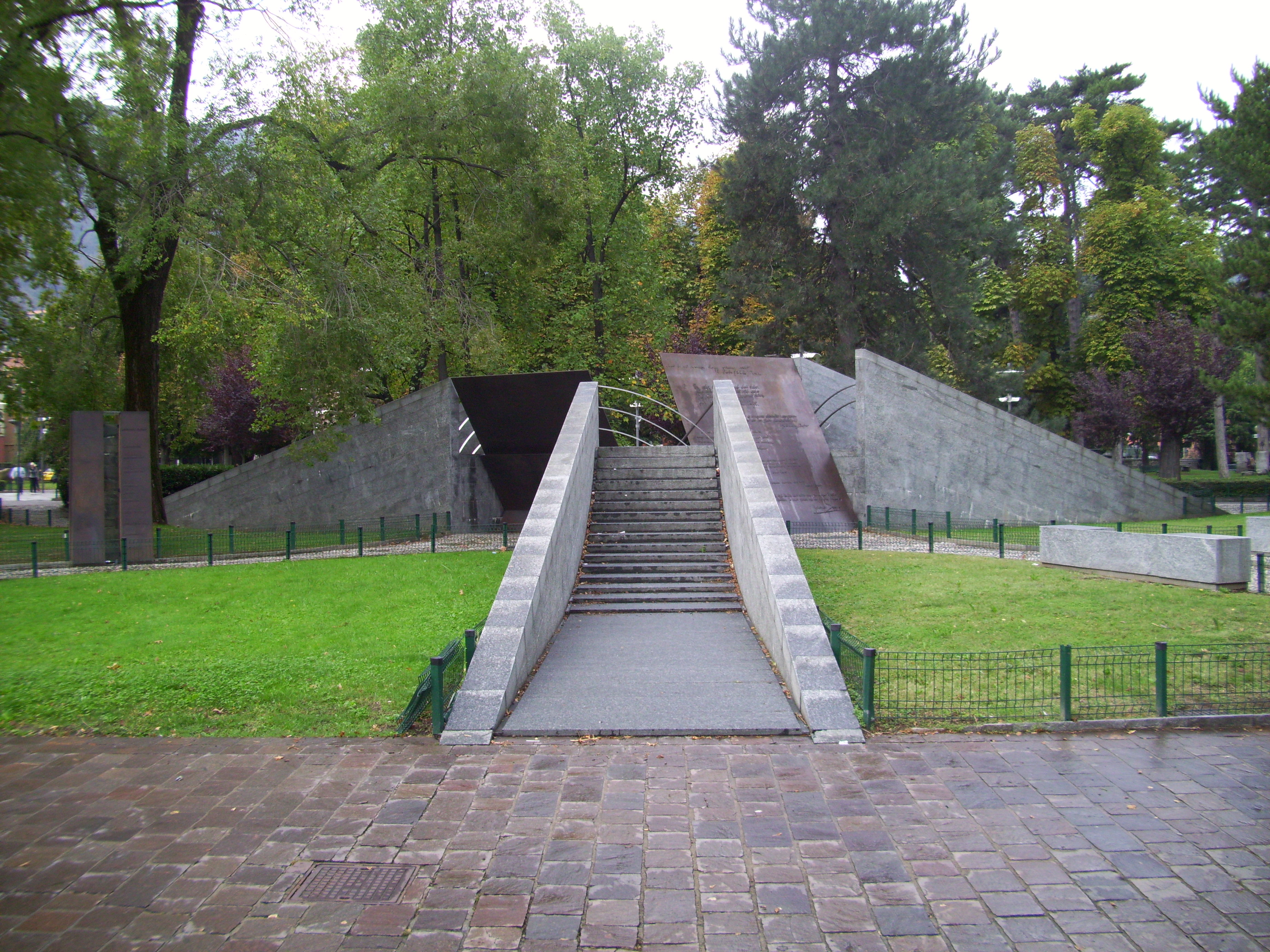
Monumento alla Resistenza europea (Como, 1983)

Tra il 1978 e il 1983 tiene diverse mostre personali in Italia e all'estero, tra cui Gianni Colombo. Proposte di interventi ambientali: spazio come azione ludoplastica polisensoriale ad Arte Struktura a Milano e 0-220 Volt & flash alla Galleria 2000 a Bologna (1978); Entrexit. Architettura cacogoniometrica presso l'Associazione Culturale Collettivo Artisti di Porta Ticinese a Milano (1980); allo Stedelijk Van Abbemuseum a Eindhoven e alla Galerie Fritz Bühler a Biel/Bienne (1981); alla Galerie Raad a Berlino (1982). Nel 1983 viene anche inaugurato dal Presidente della Repubblica Sandro Pertini il Monumento alla Resistenza europea a Como.
Nel 1984 espone l'ambiente Architettura cacogoniometrica-colonne in una mostra personale al Padiglione d'Arte Contemporanea di Milano. L'anno successivo inaugura personali allo Studio D'Ars di Milano, alla Galleria Pero a Milano e alla Galerie Hoffmann a Friedberg (Hessen). Nel 1986 presenta la mostra Objekte. Lichtinstallation alla Galerie Schoeller di Düsseldorf e nel 1987 si tiene l'esposizione Kakogoniometrische Architektur alla Galerie Karo di Berlino. Nello stesso anno inizia a collaborare con la FIAM, realizzando alcuni allestimenti presso la Galleria Schubert di Milano, la Intemationale Mobelmesse di Colonia (1989) e lo Show Room Gherardini di Milano (1992).
Dopo essere stato invitato a realizzare mostre personali presso la Galerie Lauter a Mannheim, la Galleria Fac-Simile a Milano e al Palazzo Municipale di Morterone (1991), nel 1992 presenta alla Galerie Hoffmann a Friedberg il suo ultimo lavoro ambientale, Spazio diagoniometrico, in cui grandi coni di carta fotografica alti circa tre metri vengono mossi da motori elettrici.
Il 3 febbraio 1993 Gianni Colombo muore improvvisamente all'ospedale di Melzo. È tumulato al Cimitero Monumentale di Milano, in un colombaro.

## Esposizioni personali
- Miriorama 4, Galleria Pater, Milano, 1960
- Galerie Loehr, Francoforte, 1966
- Galleria L’Attico, Roma, 1968
- Galerie Tony Geber, Berna, 1968
- XXXIV Esposizione Biennale Internazionale d’Arte, Padiglione Centrale, Venezia, 1968
- Documenta 4, Kassel, 1968
- Palais Voor Schone Kunst, Bruxelles, 1969
- Galerie Suzanne Bollag, Zurigo, 1970
- Studio La Città, Verona, 1970
- Studio Marconi, Milano, 1970
- Objekte-Licht-Raum-Bewegung, Neue Galerie am Landesmuseum Joanneum, Graz, 1971
- Galerija Suvremene Umjetnosti, Zagabria, 1971
- Galerie m Bochum, Bochum, 1972
- Palazzo dei Diamanti, Ferrara, 1972
- Zoom Squares, Galerie Swart, Amsterdam, 1974
- Oggetti luminosi, Galleria UXA, Novara, 1974
- Gianni Colombo-Intermutabili 1959/1974, Studio Marconi, Milano, 1975
- Galerie D+C Müller-Roth, Stoccarda, 1975
- Gianni Colombo. Kinetische Objekte, Strukturen und Räume, Städtisches Museum, Leverkusen; Staatliche Kunsthalle, Baden-Baden; Staatliche Kunsthalle zu Kiel e Schleswig-Holsteinischer Kunstverein, Kiel, 1975
- 0-220 volt, Galleria UXA, Novara, 1976
- Topoestesia ’77, Studio Marconi, Milano, 1977
- 0↔220 Volt & flash, Galleria 2000, Bologna, 1978
- Stedelijk Van Abbemuseum, Eindhoven, 1981
- Luce/ombra+colonne, Studio Carlo Grossetti, Milano, 1981
- Gianni Colombo: definire, Centro Serre Ratti, Como, 1981
- Padiglione d'Arte Contemporanea, Milano, 1984
- Costruire l'illusione, ELAC, Lione, 1984
- XLI Esposizione Biennale Internazionale d'Arte: Arte e Arti. Attualità e Storia, Giardini di Castello, Venezia, 1984
- Galerie Hoffmann, Friedberg (Hessen), 1985
- Objekte. Lichtinstallation, Galerie Schoeller, Düsseldorf, 1986
- Gianni Colombo. L’uomoazione, Palazzo Municipale, Morterone, 1991
- Spazio curvo, Galerie Hoffmann, Friedberg (Hessen), 1992
- I Colombo. Joe Colombo 1930-1971. Gianni Colombo 1937-1993, Galleria d’Arte Moderna e Contemporanea, Bergamo, 1995
- Gianni Colombo: Spazi, Fondazione Stelline, Milano, 1999
- Gianni Colombo. Lo spazio come campo attivo, Galleria del Premio Suzzara, Suzzara, 2004
- Maria Mulas. Ritratti di Gianni Colombo, A arte Studio Invernizzi, Milano, 2004
- Gianni Colombo: il dispositivo dello spazio, Rotonda di via Besana, Milano, 2006
- Gianni Colombo. Ambienti, Neue Galerie Graz am Landesmuseum Joanneum, Graz, 2007
- Castello di Rivoli, Torino, 2009
- Greene Naftali, New York, 2013
- Monica De Cardenas, Zuoz, 2014
- Gianni Colombo (L’ultimo ambiente), A arte Invernizzi, Milano, 2015
- Gianni Colombo.The Body and the Space 1959–1980, Robilant+Voena, Londra, 2015

## Installazioni permanenti
- Zoom Squares, Situation Kunst (für Max Imdahl), Bochum
- Borgotondo, parco giochi di Mirandola (Modena), realizzato nel 1979 insieme agli artisti Gianfranco Pardi ed Emilio Tadini
- Monumento alla Resistenza europea, Como, 1983
- Architettura cacogoniometrica, Museo d'Arte contemporanea all'Aperto di Morterone, Morterone (Lecco)
- Architettura cacogoniometrica alpina a Bruno Taut, Furkapass (Svizzera)
- Architettura cacogoniometrica-entrexit, ex Convento di San Rocco, Carpi

## L'archivio
Dopo la morte di Gianni Colombo le persone a lui più vicine hanno fondato l'Archivio Gianni Colombo con lo scopo di far conoscere le opere, il lavoro e la concezione dell'arte di Colombo. (secondo quanto dichiarato dall'archivio stesso, la composizione del comitato e dei soci fondatori non è afferente agli eredi pertanto è un archivio di studio e non direttamente autorizzato dagli aventi diritto, cioè gli eredi secondo la Legge italiana).

## Gianni Colombo nei musei
- MAMbo - Museo d'Arte Moderna di Bologna, Bologna
- MA*GA Museo Arte Gallarate, Gallarate
- Gallerie d’Italia - Piazza della Scala, Milano
- MAP - Museo di Arte Plastica, Castiglione Olona
- Museo Cantonale d'Arte, Lugano
- Collezione Roberto Casamonti, Firenze